# Dietfurt in Mittelfranken
Pour les articles homonymes, voir Dietfurt.
Dietfurt in Mittelfranken est une ancienne commune située près de la ville de Treuchtlingen.
Il fait partie de l'arrondissement de Weißenburg-Gunzenhausen en Bavière.